# Église de la Dormition-de-la-Mère-de-Dieu de Marseille
 (août 2022).
Pour les articles homonymes, voir Église de la Dormition-de-la-Mère-de-Dieu.
L'église de la Dormition-de-la-Mère-de-Dieu est une église de la communauté grecque-orthodoxe de Marseille, située rue de la Grande-Armée, dans le 1er arrondissement de Marseille.

## Statut canonique
L'église de la Dormition-de-la-Mère-de-Dieu (en grec Ιερός Ναός Κοιμήσεως Θεοτόκου) est une paroisse de la Métropole orthodoxe grecque de France placée sous l'autorité de Dimitrios, métropolite de France.

## Historique
Au tournant du XVIIIe siècle des jeunes gens de familles grecques aisées originaires d’Anatolie, de la mer Noire, des îles de la mer Égée, voire de Constantinople, participent à la vie économique de Marseille, notamment dans le domaine du négoce céréalier et textile. Ils pratiquent le mécénat et sont à l’origine de nombreuses initiatives sociales, sportives et culturelles. Dès avril 1796, ils demandent l'autorisation d'établir un culte orthodoxe à Marseille.
En 1820, ils sont assez nombreux et fortunés pour organiser leur société autour de leur culte d’origine, fondé à Pâques de cette même année. Le premier desservant sera l’archimandrite Arsène Yannucos, aumônier réserviste de l’armée bonapartiste résidant à Paris. En juin 1834, ils achètent un terrain de 280 m² à l’angle des rues de la Rotonde et de la Grande-Armée pour y bâtir une église. La première « Église de la Dormition-de-la-Vierge » est inaugurée en décembre 1834. Démolie en 1844, elle est reconstruite en 1845, restaurée en 1857, agrandie en 1880 par acquisition du 19 rue de la Rotonde, et de nouveau rénovée en 1896-97.
De 1914 à 1922, des centaines de familles chrétiennes chassées d'Anatolie ou obligées d'émigrer des îles du Dodécanèse ont été accueillies à Marseille par ce qu'elles appellent aujourd'hui encore « la Mère-Église ». Elles ont trouvé refuge dans les quartiers proches du Vieux-Port, à côté des Italiens, des Arméniens, des Corses et des Juifs.
En 1972, la société Phocea, propriétaire de l'église et du bâtiment adjacent de la rue de la Rotonde depuis 1834, cède tous ses actifs à l'Association Cultuelle Orthodoxe Grecque (ACOG), qui en assure désormais la gestion.

## Le bâtiment

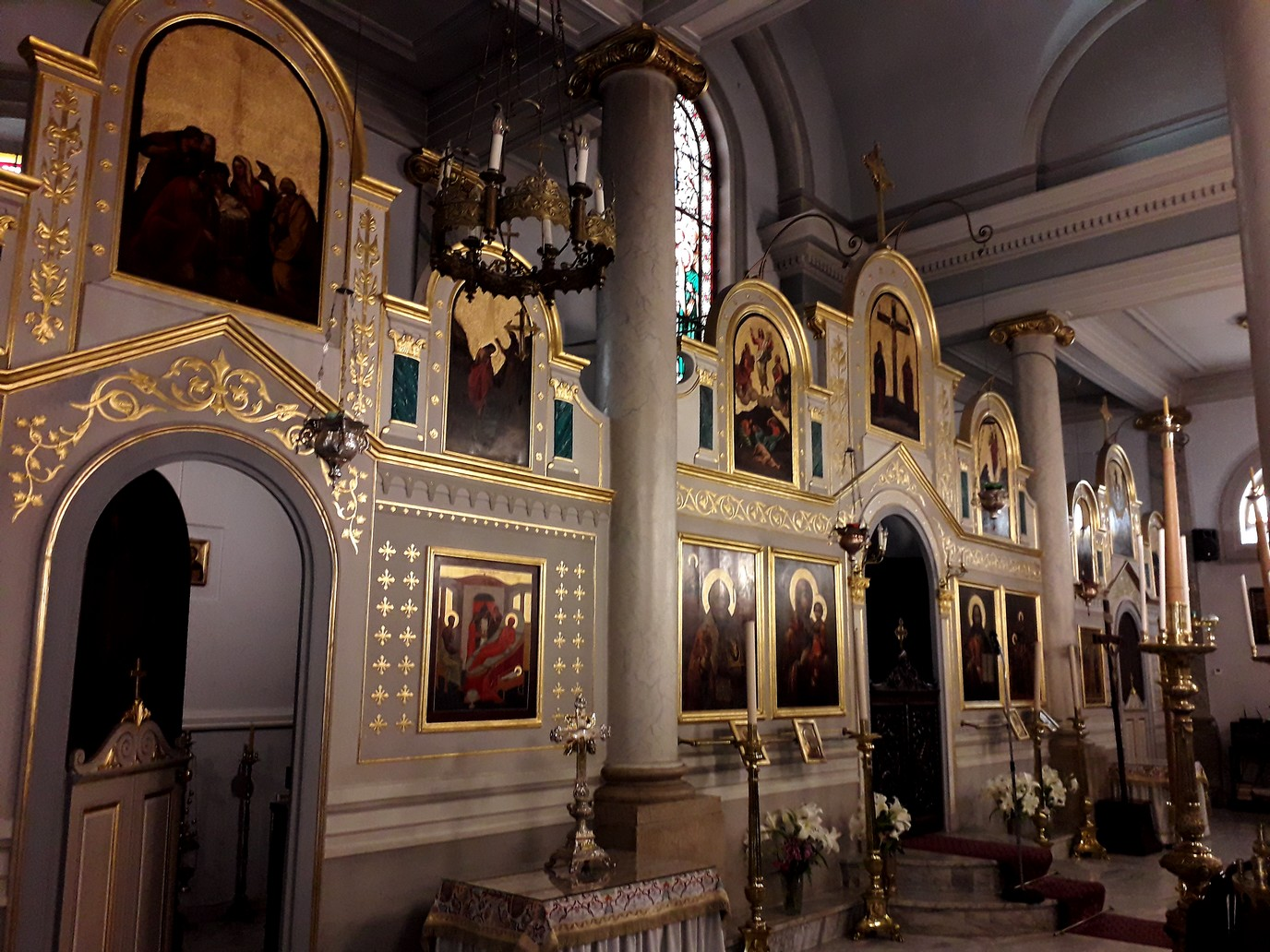
Iconostase.

Bien que datant de 1845, il adopte le style Empire et ne s’alourdit pas d'emprunts orientalistes qui auront cours à Marseille dans les années suivantes. Il fait droit aux obligations incontournables du culte grec : le contenu religieux reste iconographique, par exemple le vitrail monumental de la Dormition de la Mère de Dieu. Cependant il fait place au contexte religieux de son époque, par exemple par la présence, atypique pour le culte orthodoxe, de vitraux conçus par des artistes marseillais dont le champ artistique est d’appartenance catholique. 

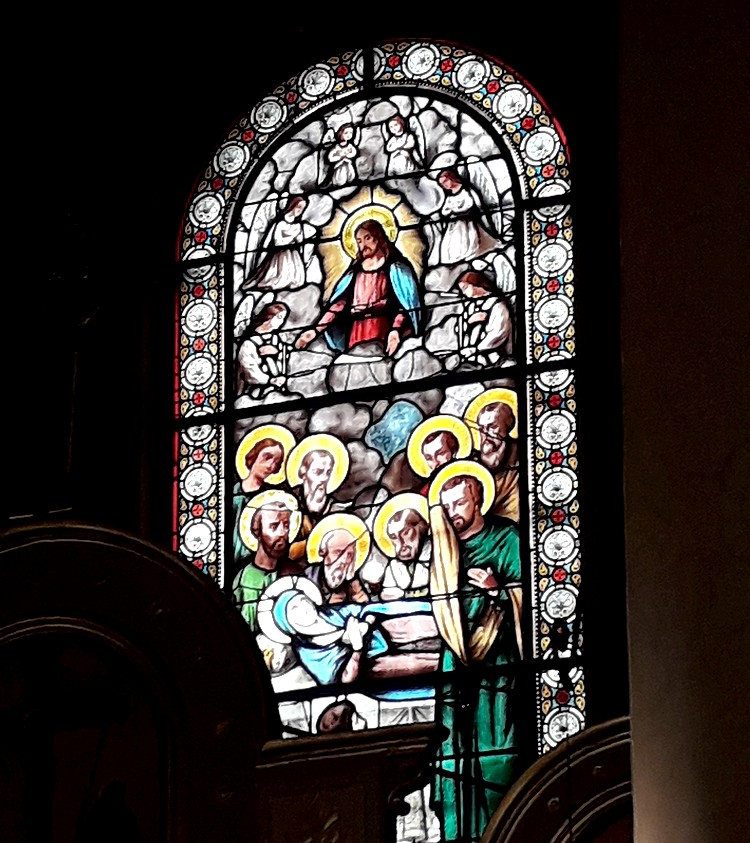
Dormition de la Vierge.
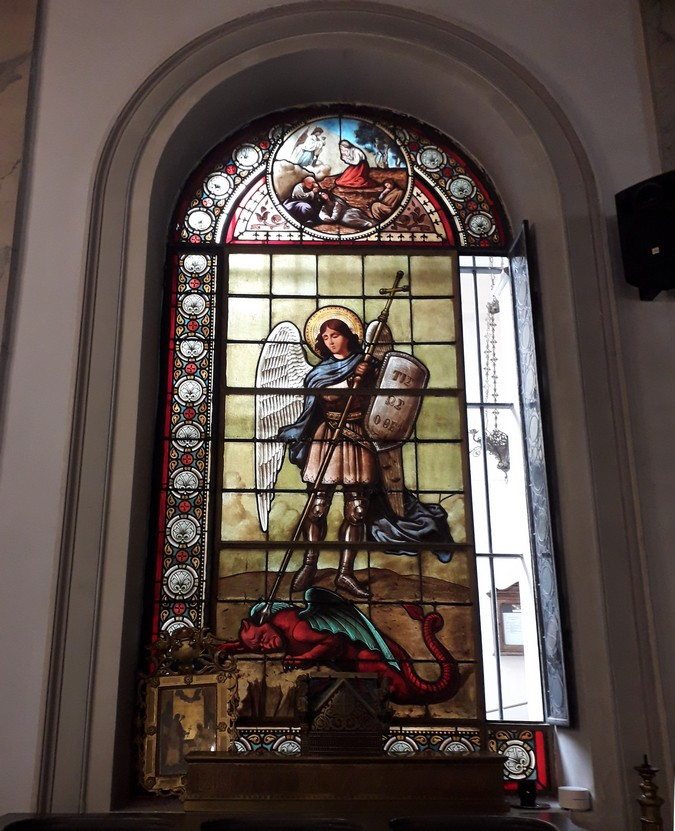
L'archange Michel terrassant le diable.

Marseille peut s’enorgueillir de posséder dans son patrimoine architectural un édifice religieux du début du XIXe siècle possédant près de quarante icônes du XVIIIe au XXe siècle, dont un grand nombre sont originaires de Russie.